# 타키구치 미라
다키구치 미라(일본어: 滝口 ミラ, 1989년 6월 20일 - )는 일본의 아이돌, 여배우, 가수, 탤런트, 일러스트레이터이다.
오사카부 오사카시 출신이다. 호리프로 오사카 소속이다. 호리프로의 아이돌 유닛 HOP CLUB의 리더이다. 아이돌링!!!의 졸업생이다.